# Shao Kahn
Shao Kahn is een personage uit de spellenreeks Mortal Kombat. Hij is een eindbaas, omroeper en terugkerend bespeelbaar personage en werd in 1993 geïntroduceerd in Mortal Kombat II.
Shao Kahn is de keizer van Outworld, bekend om zijn goddelijke kracht, wreedheid en kennis van zwarte magie. Hij dient als de belangrijkste antagonist in de meeste delen van de game-serie en de uitgebreide franchise. Later in de serie zwakken zijn vermogens af ten gunste van andere bazen. Shao Kahns vrouw is Sindel en hij is ook een vaderfiguur voor Kitana en Mileena.